# 天主教波佐利教區
天主教波佐利教區（拉丁語：Dioecesis Puteolana）是天主教會在義大利的一個教區。屬那不勒斯總教區。

## 歷史
按《宗徒大事錄》28章13節記載，聖保祿在去羅馬的路上，經過了波佐利，當時普遍被認為發生於公元61年。教區第一位主教被認為是《羅馬書》16章14節中提到的帕特洛巴，而第一位有文獻記載的主教是菲奧倫佐，他在一封給副主教的信中提到瓦倫提尼安二世和格拉提安兩位皇帝。
1961年7月8日教區主教獲得佩帶披帶的特權。

## 現況
教區位於那不勒斯省西部海岸。2004年有教友502,700人，佔轄區總人口98.4%。教區下轄六十八個堂區，有146名司鐸。現任教區主教為真納羅·帕斯卡雷拉。
1. ↑   (PDF). 宗座公報 (梵蒂岡出版社). 1962年, 54: 482  [2014-11-02]. （原始内容存档 (PDF)于2010-03-27）.